# Клюев, Анатолий Николаевич
Анато́лий Никола́евич Клю́ев (11 апреля 1923 г., город Сухиничи, Козельский уезд, Калужская губерния, ныне административный центр Сухиничского района Калужской области Российской Федерации — 12 (или 15) октября 2001 г., Москва) — советский военачальник, генерал-полковник (27.10.1977). Участник Великой Отечественной войны.

## Биография
Русский. Окончил среднюю школу в Сухиничах.
В Красную Армию был призван Сухиничским военкоматом Смоленской области в 1940 году.
Участник Великой Отечественной войны с июня 1941 года. Был ранен в августе 1941, 25 октября 1943 и 4 января 1944 годов, а в бою 10 октября 1943 года был контужен.
В 1943 — 1945 годах воевал в составе 1018-го стрелкового полка 269-й стрелковой дивизии. В 1943 году был адъютантом старшим батальона (соответствует современной должности начальника штаба батальона), в 1944 – командиром 2-го стрелкового батальона. В рядах этого полка сражался на Брянском фронте, с октября 1943 – на Белорусском фронте, с февраля 1944 – на 1-м Белорусском фронте, с июля 1944 – на 2-м Белорусском фронте.
За участие в Брянской наступательной операции получил свою первую награду – медаль «За отвагу»: 27 сентября при продвижении с группой бойцов в авангарде наступавших войск перехватил немецкий обоз и из засады атаковал его. В коротком бою практически вся охрана обоза (до 30 солдат) была уничтожена, а обоз захвачен, лично лейтенант Клюев уничтожил 5 немецких солдат. За героизм в ходе Белорусской наступательной операции (Бобруйская и Минская фронтовые операции) был награждён орденом Красного Знамени.
Особо отличился в Ломжа-Ружанской наступательной операции на Ружанском плацдарме в октябре 1944 года. 11 октября 1944 года умело организовал бой своего батальона по захвату господствующей высоты, опоясанной траншеями и окопами. Быстро овладев высотой с большими потерями для немецких войск, продолжил развивать успех и прорвался к внешнему кольцу укреплений вокруг города Ружан. Батальон атаковал приспособленный к обороне старый форт южнее Ружан и ударом с двух сторон одновременно ворвался в него. Во всех этих боях комбат Клюев показывал личный пример мужества и отвагу. Наградой стал орден Александра Невского.
Через несколько дней, 14 октября, на том же плацдарме капитан А. Н Клюев был тяжело ранен (пятое ранение за войну!) и надолго попал в госпиталь.
После войны окончил Высшую военную академию имени К. Е. Ворошилова, командовал полком. В 1950-х годах командовал 16-й гвардейской стрелковой (с 1957 – мотострелковой) дивизией Прибалтийского военного округа. С мая 1959 года — командир 1-й гвардейской мотострелковой дивизии в том же округе.
С декабря 1964 года – первый заместитель командующего 20-й гвардейской армии в Группе советских войск в Германии Михаила Григорьевича Хомуло. С декабря 1968 года – командующий 7-й гвардейской армией (Закавказский военный округ, штаб — г. Ереван). Депутат Верховного Совета Армянской ССР от Айгезардского избирательного округа № 185 Арташатского района. С ноября  1971 по январь 1974 года был главным военным советником в Национальной народной армии Алжира. С июня 1974 года служил помощником главнокомандующего Сухопутными войсками СССР по военно-учебным заведениям. В 1970-х годах уволен в отставку.
Жил в Москве. Активно участвовал в общественной работе, был председателем Совета ветеранов Юго-Западного административного округа Москвы. Похоронен на Троекуровском кладбище.
Являлся членом ВКП(б)/КПСС с 1943 по 1991 годы.
В музее Сухиничской средней школы № 1 генералу А. Н. Клюеву посвящена специальная экспозиция.

## Воинские звания
- генерал-майор (9.05.1961),
- генерал-лейтенант (21.02.1969),
- генерал-полковник (27.10.1977).

## Награды
- три ордена Красного Знамени
- орден Александра Невского (4.11.1944)[5]
- орден Отечественной войны 1-й степени (11.03.1985)
- три ордена Красной Звезды
- орден «За службу Родине в Вооружённых Силах СССР» 3-й степени
- медали СССР, в том числе медаль «За отвагу»
- три иностранных ордена и иностранные медали